# 투구새우
투구새우(영어: tadpole shrimp)는 투구새우과(학명: Triopsidae)에 속하는 갑각류의 총칭이다. 철모새우 또는 배갑류라고도 한다. 투구새우과는 배갑목(Notostraca)의 유일한 과이다. 새우류에 속하지는 않으며 풍년새우·조개벌레·물벼룩 등과 함께 갑각류 가운데 가장 원시적인 형태를 띤다. 투구새우라는 이름은 등쪽에 투구 모양을 한 커다란 갑각이 있는 데서 유래했다. 몸길이는 1-6cm이고 몸 색깔은 푸른빛이 도는 초록색이나 갈색 등으로 다양하다. 몸은 머리가슴과 배로 구분되는데, 머리가슴 부위의 대부분을 갑각이 덮여 있다. 갑각의 중앙 앞쪽에는 자루가 없는 겹눈 한 쌍이 있다. 작은더듬이는 퇴화하여 작아졌거나 없다. 몸통 부속지가 35-78쌍 있는데, 나뭇잎 모양으로 납작하며 주요한 호흡기관으로 이것을 이용하여 먹이를 걸러 먹는다. 몸의 뒤쪽에는 긴 꼬리다리 한 쌍이 뒤를 향해 뻗어 있다. 봄과 여름 사이에 일시적으로 생긴 웅덩이에 나타나며 전 세계에 20여 종이 알려져 있다. 한국에는 긴꼬리투구새우 1종이 알려져 있다.

## 속
- 배갑목 (Notostraca) G. O. Sars, 1867
  - 투구새우과 (Triopsidae) Keilhack, 1909
    - 투구새우속 (Triops) Schrank, 1803
    - 레피두루스속 (Lepidurus) Leach, 1819

## 같이 보기
- 삼엽충